# Cantone di Fontaine-lès-Dijon
Il Cantone di Fontaine-lès-Dijon è una divisione amministrativa dell'arrondissement di Digione.
A seguito della riforma approvata con decreto del 18 febbraio 2014, che ha avuto attuazione dopo le elezioni dipartimentali del 2015, è passato da 13 a 30 comuni.

## Composizione
I 13 comuni facenti parte prima della riforma del 2014 erano:
- Ahuy
- Asnières-lès-Dijon
- Bellefond
- Daix
- Darois
- Étaules
- Fontaine-lès-Dijon
- Hauteville-lès-Dijon
- Messigny-et-Vantoux
- Norges-la-Ville
- Plombières-lès-Dijon
- Savigny-le-Sec
- Talant

Dal 2015 i comuni appartenenti al cantone sono i seguenti 30:
- Ahuy
- Asnières-lès-Dijon
- Bellefond
- Bligny-le-Sec
- Bretigny
- Brognon
- Champagny
- Clénay
- Curtil-Saint-Seine
- Daix
- Darois
- Étaules
- Flacey
- Fontaine-lès-Dijon
- Hauteville-lès-Dijon
- Messigny-et-Vantoux
- Norges-la-Ville
- Orgeux
- Panges
- Prenois
- Ruffey-lès-Echirey
- Saint-Julien
- Saint-Martin-du-Mont
- Saint-Seine-l'Abbaye
- Saussy
- Savigny-le-Sec
- Trouhaut
- Turcey
- Val-Suzon
- Villotte-Saint-Seine